# NGC 2462
NGC 2462 este o galaxie spirală situată în constelația Linxul. A fost descoperită în 20 februarie 1851 de către William Parsons, 3rd Earl of Rosse⁠(d). Se află la o distanță de 120,53 de megaparseci de Pământ.